# Torre Maria (Tona)
La Torre Maria és una obra noucentista de Tona (Osona) protegida com a Bé Cultural d'Interès Local.

## Descripció

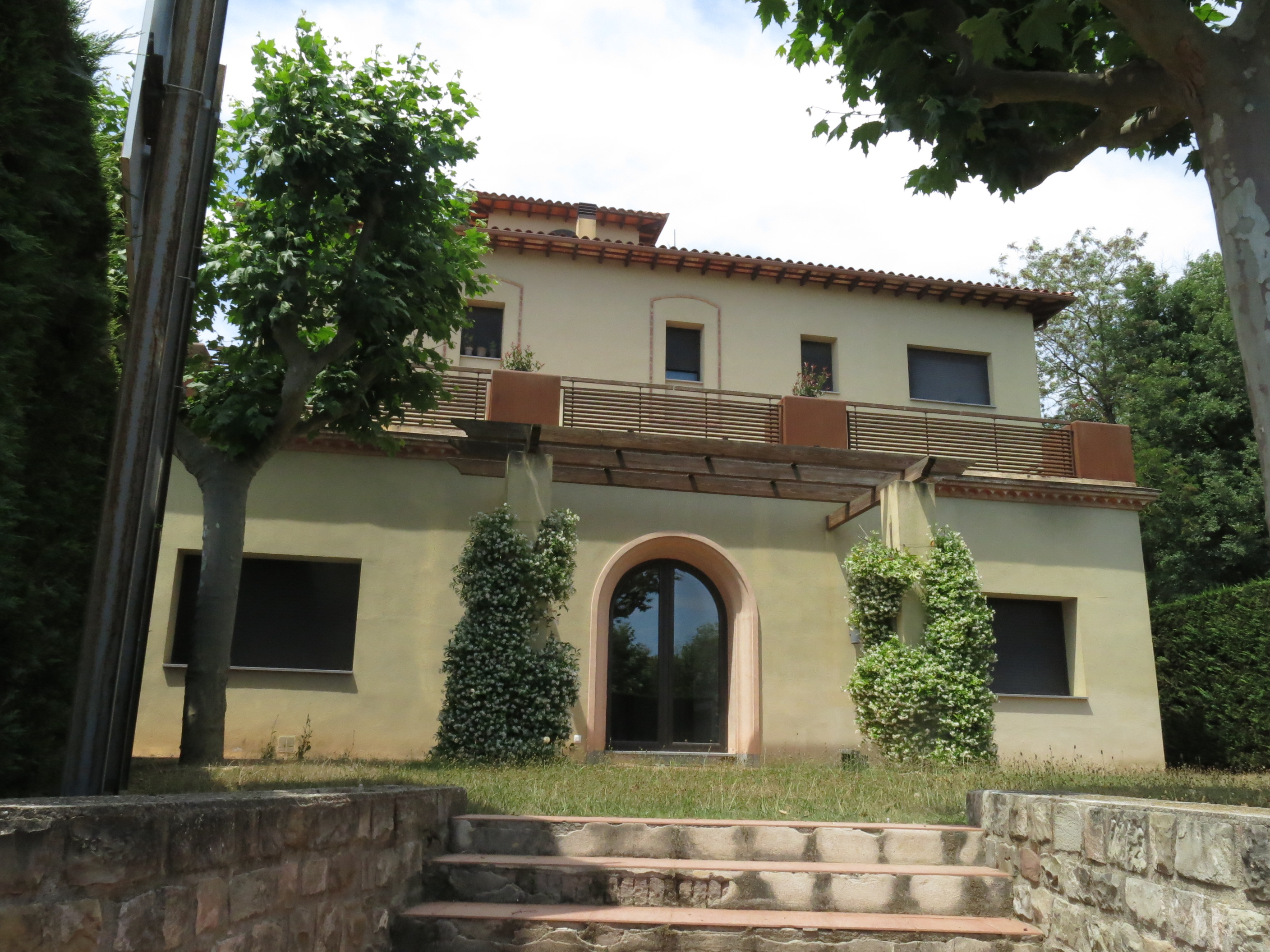
Façana que dona al pati

La Torre Maria és una edificació construïda a principis del segle XX com a hotel, atesa la seva proximitat al Balneari Codina. Actualment és una casa plurifamiliar que conté 6 habitatges: 2 en planta baixa, 2 al primer pis i 2 al segon pis. La casa és interessant en tant que exemple d'arquitectura residencial de l'entorn del Balneari Codina i Parc de la Font del Ferro. Destaca el llenguatge arquitectònic en la composició de les façanes així com l'entorn del jardí.

## Història
La Torre Maria es va construir com a hotel residència del balneari Codina, inaugurat el 1913. Durant la Guerra Civil espanyola es va reaprofitar l'edifici i es va utilitzar com a hospital de sang. El 1940 es va canviar l'ús pel de residencial, amb la consegüent remodelació de la distribució interior. L'any 2007 es du a terme una rehabilitació integral, es remodelen els sis habitatges, però es conserva el caràcter tradicional de l'edifici.